# José Anigo
José Anigo (Marseille, 1961. április 15. –) francia labdarúgóhátvéd, edző.

## Pályafutása
1979 és 1987 között az Olympique Marseille, 1987 és 1990 között a Nîmes, 1990 és 1993 között az Endoume labdarúgója volt.
2001 és 2005 között illetve 2013–14-ben az Olympique Marseille vezetőedzőjeként dolgozott.